# Jacqueline Beaugé-Rosier
Pour les articles homonymes, voir Beaugé et Rosier (homonymie).
Jacqueline Beaugé-Rosier (née le 7 février 1932 et morte le 28 juillet 2016 à Ottawa) est une poétesse et enseignante haïtienne ayant vécu au Canada.

## Biographie
Jacqueline Beaugé-Rosier est née le 7 février 1932 à Jérémie dans le département de Grand'Anse.
Elle fréquente l'Institution Notre-Dame-de-Lourdes dirigée par des religieuses, jusqu'au Brevet supérieur. Elle reçoit une formation d'éducatrice dans ce même établissement d'enseignement entre 1950 et 1952. Elle enseigna une première année à l'école Édmée-Rey jusqu'en 1953, puis au lycée Pétion de Port-au-Prince jusqu'en 1969, et, finalement, au Collège Roger Anglade, de 1971 à 1975.
De 1957 à 1962, Jacqueline Beaugé-Rosier fréquente les poètes "d'Haïti littéraire" et, de 1964 à 1966, elle est membre du groupe Houghenikon que dirige Gérard Campfort, avec l'appui de Serge Gilbert, Jean-Max Calvin et Eddy Guéry. L'effervescence littéraire de l'époque fait déjà pousser des roses dans son jardin de poésies.
Après avoir épousé Jacques Rosier, elle quitte Haïti et s'établit au Canada, où elle suit des cours au Collège Algonquin à Ottawa, à l'Université du Québec à Hull et à l'Université d'Ottawa. Après la Maîtrise en lettres françaises, Jacqueline Beaugé-Rosier recommence à enseigner dans le Conseil scolaire d'Ottawa. Elle est membre de l'Association des auteures et des auteurs de l'Ontario.

## Œuvres

### Poésie
- Climats en marche. Port-au-Prince: Imprimerie des Antilles, 1962.
- À Vol d'ombre. Préface de Phito Gracia. Port-au-Prince: Imprimerie Serge Caston, 1966.
- Les Cahiers de la mouette, poèmes, suivis de « Tranché pour toi » et « Leïla, ou, La déracinée », deux nouvelles. Sherbrooke: Naaman, 1983.
- D'Or vif et de pain. Regina (Canada): Louis Riel, 1992.

### Roman
- Les Yeux de l'anse du Clair. Illustration de Raymond Cadet. Woodbridge (Canada): Albion Press, 2001.